# Charles Silvestre
Pour les articles homonymes, voir Silvestre.
Charles Silvestre est un romancier d'inspiration régionaliste né à Tulle le 2 février 1889 et mort à Bellac le 31 mars 1948 . Ami de Charles Maurras, il collaborera à l'Action française.
Ses romans ont pour cadre habituel les confins du Limousin et du Poitou.
Marie-Léon-Charles-Ferdinand Silvestre, fils de Joseph Silvestre, notaire, et Marie-Antonine-Suzanne Marcoux, épousa à Chatillon le 24 octobre 1931 Suzanne Marie Popelin (1889-1981), journaliste, romancière et écrivaine pour la jeunesse, connue sous le pseudonyme de Jacques Christophe. 

## Distinctions
- Chevalier de la Légion d'honneur (1932)

## Œuvres
- Paupières clauses, poèmes,  Éditions Bernard Grasset, 1910
- L'aviateur, Imprimerie du Courrier du Centre, Limoges, 1912
- Molière à Limoges, comédie en 4 actes, théâtre de limoges, 1913
- Un maître émailleur, pièce en 3 actes, théâtre de limoges, 1913
- Charles Péguy, lettre-préface de Madame Charles Péguy, Éditions Bloud & Gay, 1916
- La mort de Rouget de L'Isle, à Choisy-le-Roi, 5 rue des Vertus (26 au 27 juin 1836), Éditions Eugène Figuière, 1919
- L'Incomparable Ami, Éditions Eugène Figuière, 1920
- Le Soleil de Salamine, Éditions Eugène Figuière, 1920
- De la valeur du tubercule de Carabelli comme signe d'hérédo-syphilis Genève, 1922
- L'Amour et la mort de Jean Pradeau, préface de Jérôme et Jean Tharaud, Librairie Plon, 1922 ; paru sous forme de roman-feuilleton dans L'Action française du 22 juillet 1933 au 16 août 1933 ; réédition : Librairie Plon, 1935
- Le Merveilleux Médecin, Éditions Bloud & Gay, 1923
- Aimée Villard, fille de France, Prix Jean Revel, Librairie Plon, 1924
- Cœurs paysans, introduction par Henri Pourrat, Éditions Bloud & Gay, 1924 ; rééditions : 1925, Librairie Plon, 1930
- Belle Sylvie, Librairie Plon, 1925
- Prodige du cœur, Prix Femina-Vie heureuse, Librairie Plon, 1926 ; rééditions : Éditions Spes, ornée de 28 aquarelles originales de Jean Texcier, 1927; Librairie Plon, 1927, 1931, 1933, 1948, Collection Bibliothèque Plon, no 49, 1954
- Dans la lumière du cloître, Librairie Plon, Collection Le Roseau d'Or, no 11, 1926
- Amour sauvé, Librairie Plon, 1927
- Le Vent du gouffre, Librairie Plon, Collection Le Roseau d'Or, no 28, 1928 ; réédition : Collection Nouvelle Bibliothèque Plon, no 21, 1937
- La Prairie et la flamme, Librairie Plon, 1929 ; réédition : Éditions Gérard et Cie, Verviers, Collection Marabout, no 114, 1958
- Le Voyage rustique, Librairie Plon, 1929 ; réédition : Société de Saint-Éloi, 1933
- Monsieur Terral, Librairie Plon, 1931
- Pleine terre, Prix de La Paulée de Meursault, Librairie Plon, 1931
- Au soleil des saisons, Librairie Plon, 1932
- Le Livre d'un terrien, Éditions de la Nouvelle Revue critique, 1933
- L'Orage sur la maison, Librairie Plon, 1933
- Le Passé d'amour, Librairie Plon, 1933
- Le Nid d'épervier, Librairie Plon, 1934
- La Roue tourne, Librairie Plon, 1935
- Le Démon du soir, Librairie Plon, 1936
- Animaux familiers et farouches, Librairie Plon, 1936
- Belle France, Éditions Delamain et Boutelleau, Collection Les livres de nature, no 44, 1938
- Mère et fils, Librairie Plon, 1938
- Dernier Noël, imprimerie La Semeuse, Étampes, 1944
- Manoir, Librairie Plon, 1946

## Préface
- L'Héritage de Janquet, Fernand Vialle, illustrations: Odette Vauchelet, Éditions de la Brise, Brive, 1931
- La voix des jours, Abbé Charles Chalmette, imprimerie F. Plagnes, Limoges, 1933